# Von Neumannova architektura

Von Neumannova architektura s jednou systémovou sběrnicí

Von Neumannova architektura

Von Neumannova architektura je v informatice označení pro jednoduché schéma programovatelného počítače, které používá jednu sběrnici, na kterou jsou připojeny aktivní prvky (procesor, paměť, vstupy a výstupy).

## Historie
Nejstarší výpočetní stroje měly programy pevně zabudované v hardwaru a jejich změna často znamenala úplnou změnu hardwaru stroje. Tento model používají některá jednodušší zařízení dodnes (například nejjednodušší kalkulačky), ale jejich počet stále klesá.
Tento přístup k počítačům změnily teprve objevy strojů s uloženým programem (například univerzální Turingův stroj).
Název von Neumannova architektura se vžil na základě přednášky matematika Johna von Neumanna. Přednášku „First Draft of a Report on the EDVAC“ věnovanou právě návrhu počítacího stroje s uloženým programem přednesl v červnu roku 1945. Nicméně stejná koncepce se objevila v některých amerických patentech již od roku 1936.

## Popis architektury

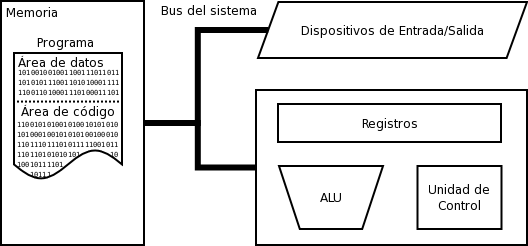
von Neumannova architektura

Von Neumannova architektura popisuje počítač se společnou pamětí pro instrukce i data. To znamená, že zpracování je sekvenční oproti například harvardské architektuře, která je typickým představitelem paralelního zpracování.
Procesor počítače se skládá z řídící a výkonné (aritmeticko-logické) jednotky. Řídící jednotka zpracovává jednotlivé instrukce uložené v paměti, přičemž jejich vlastní provádění nad daty má na starosti aritmeticko-logická jednotka. Vstup a výstup dat zajišťují vstupní a výstupní jednotky.

## Omezení von Neumannovy architektury
Rychlost zpracování instrukcí dnešními procesory je výrazně vyšší než rychlost komunikace s pamětí. Komunikace s pamětí se tak stává nejslabším článkem řetězu ve von Neumannově architektuře (efekt se anglicky nazývá memory wall, tj. paměťová zeď). Tuto nevýhodu částečně řeší tzv. paměťové cache, což jsou rychlé mezipaměti, do kterých se potřebná data a instrukce z pomalejší hlavní paměti načítají dříve, než jsou při zpracování potřeba.
Pro velmi rychlé zpracování velkého toku dat se ale čím dál více používají počítače s paralelním zpracováním, tedy postavené na harvardské architektuře.